# Duitsland op het Eurovisiesongfestival 2003
Duitsland deed mee aan het Eurovisiesongfestival 2003 in Riga. Het was de 47ste deelname van het land op het Eurovisiesongfestival.

## Selectieprocedure
Net zoals het voorbije jaar koos men ook deze keer weer voor een nationale finale.
Deze werd gehouden op 7 maart 2003.
Tien artiesten namen deel aan deze finale en de winnaar werd bepaald door televoting.

## In Riga
In de finale van het Eurovisiesongfestival 2003 moest Duitsland optreden als 10de, net na Cyprus en voor Rusland. Op het einde van de stemming bleek dat ze op een gedeelde 11de plaats geëindigd waren met 53 punten.
Nederland en België hadden respectievelijk 2 en 0 punten over voor deze inzending.

### Gekregen punten
| 12 punten | 10 punten                                | 8 punten  | 7 punten                        | 6 punten                |
| --------- | ---------------------------------------- | --------- | ------------------------------- | ----------------------- |
|           | - Zweden                                 | - IJsland | - Rusland                       |                         |
| 5 punten  | 4 punten                                 | 3 punten  | 2 punten                        | 1 punt                  |
| - Polen   | - Ierland - Spanje - Verenigd Koninkrijk | - Malta   | - Estland - Letland - Nederland | - Oostenrijk - Roemenië |

### Gegeven punten
Punten gegeven in de finale:
| 12 punten | Polen       |
| 10 punten | Turkije     |
| 8 punten  | Rusland     |
| 7 punten  | Noorwegen   |
| 6 punten  | België      |
| 5 punten  | Griekenland |
| 4 punten  | Roemenië    |
| 3 punten  | Zweden      |
| 2 punten  | Oostenrijk  |
| 1 punt    | IJsland     |

1956 · 1957 · 1958 · 1959 · 1960 · 1961 · 1962 · 1963 · 1964 · 1965 · 1966 · 1967 · 1968 · 1969 · 1970 · 1971 · 1972 · 1973 · 1974 · 1975 · 1976 · 1977 · 1978 · 1979 · 1980 · 1981 · 1982 · 1983 · 1984 · 1985 · 1986 · 1987 · 1988 · 1989 · 1990 · 1991 · 1992 · 1993 · 1994 · 1995 · 1996 · 1997 · 1998 · 1999 · 2000 · 2001 · 2002 · 2003 · 2004 · 2005 · 2006 · 2007 · 2008 · 2009 · 2010 · 2011 · 2012 · 2013 · 2014 · 2015 · 2016 · 2017 · 2018 · 2019 · 2020 · 2021 · 2022 · 2023 · 2024 · 2025